# A. R. Morlan
Arlette Renee Morlan (* 3. Januar 1958 in Chicago, Illinois; † vor dem 6. Januar 2016 in Ladysmith, Wisconsin; tot aufgefunden), bekannt als A. R. Morlan, war eine US-amerikanische Autorin von Romanen und Kurzgeschichten. Sie schrieb auch unter den Pseudonymen Renee M. Charles und Ana Rose Morlan.

## Leben und Werk
Morlan wurde in Chicago geboren und verbrachte ihre Kindheit von 1961 bis 1969 in Los Angeles. Auf dem Mount Senario College in Ladysmith machte sie 1980 ihren Abschluss. Ihre erste Geschichte Four Days Before the Snow veröffentlichte sie im Jahr 1985. Weitere Kurzgeschichten und Romane folgten. Am 6. Januar 2016 wurde sie tot in ihrer Wohnung aufgefunden. Die Obduktion ergab, dass sie Suizid begangen hatte.

## Veröffentlichungen
- Dark Journey, Bantam Spectra, 1991, ISBN 0-553-29152-1; deutsch als Jahrmarkt des Schreckens, Droemer Knaur 1994, ISBN 978-3-426-70011-2
- The Amulet, Bantam Books, 1991, ISBN 0-553-28908-X; deutsch als Der Fluch des Amuletts, Droemer Knaur 1993, ISBN 978-3-426-70002-0
- Smothered Dolls, Overlook Connection Press, 2006, ISBN 1-892950-71-5
- Ewerton Death Trip: A Walk Through the Dark Side of Town, Borgo Press / Wildside Press, 2011, ISBN 978-1-4344-1238-6
- Rillas and Other Science Fiction Stories, Borgo Press / Wildside Press, 2012, ISBN 978-1-4344-4427-1
- Of Vampires & Gentlemen: Tales of Erotic Horror, Borgo Press / Wildside Press, 2012, ISBN 978-1-4344-4467-7
- The Chimera and the Shadowfox Griefer and Other Curious People, Borgo Press / Wildside Press, 2012, ISBN 978-1-4344-4518-6
- The Fold-O-Rama Wars at the Blue Moon Roach Hotel and Other Colorful Tales of Transformation and Tattoos, Borgo Press / Wildside Press, 2012 ISBN 978-1-4344-4517-9
- The Hemingway Kittens and Other Feline Fancies and Fantasies, Borgo Press / Wildside Press, 2013, ISBN 978-1-4794-0120-8
- Homely in the Cradle and Other Stories, Wildside Press, 2015, ISBN 978-1-4794-0558-9
- The A.R. Morlan Megapack, Wildside Press, 2015, ISBN 978-1-4794-0485-8
- The Bone-God's Lair and Other Tales of the Famous and the Infamous, Wildside Press, 2016, ISBN 978-1-4794-2006-3